# Sojusz na rzecz Rumunii
Sojusz na rzecz Rumunii (rum. Alianța pentru România, ApR) – rumuńska partia polityczna o profilu centrowym, działająca w latach 1997–2002.

## Historia
Partia powstała 11 sierpnia 1997 w wyniku rozłamu w Partii Socjaldemokracji w Rumunii. Wśród jej liderów znaleźli się były minister spraw zagranicznych Teodor Meleșcanu (pełniący przez cały okres funkcjonowania ApR funkcje przewodniczącego) i Mircea Coșea. Sekretarzem wykonawczym sojuszu został Dan Mihalache.
W 2000 ugrupowanie wystawiło swojego lidera w wyborach prezydenckich, w których uzyskał niespełna 2% głosów. W tym samym roku partia nie przekroczyła progu wyborczego do parlamentu – do Izby Deputowanych poparło ją 4,1% głosujących, a do Senatu dostała 4,3% głosów. 19 stycznia 2002 ApR przyłączył się do Partii Narodowo-Liberalnej.